# 色情成瘾
色情成瘾（英語：Pornography addiction），是一种强迫性的性行为成瘾模式，有此现象的人在消费色情内容时，会对自己的身体、心理、社会或经济情况造成负面影响。虽然《精神疾病诊断与统计手册》第五版中提到了“在线观看色情内容”，但该手册没有将其视为心理疾病，色情成瘾和性瘾也都没有被《国际疾病分类》第十一版纳入分类。

## 症状与诊断
目前没有被普遍接受的色情上瘾的诊断标准。实践中色情上瘾一般通过观看色情内容的频率和其带来的负面后果来定义。